# بومهل البساتین
بومهل البساتین (به عربی: بومهل البساتین) یک منطقهٔ مسکونی در تونس است که در استان بن عروس واقع شده‌است. بومهل البساتین ۴۰٬۱۰۱ نفر جمعیت دارد.